# Janie's Got a Gun
Janie's Got a Gun är en låt av Aerosmith skriven av Steven Tyler och Tom Hamilton. Låten släpptes som andra singel från albumet Pump (utgivet 1989) och nådde plats nummer 4 på Billboard Hot 100. Låten handlar om en flicka som tar hämnd på sin far på grund av övergrepp och det tog nio månader för Tyler att göra färdigt texten. Tyler förklarade att han blev riktigt arg över att ingen verkade lyfta problemet om barn som blir utsatta av övergrepp av sina familjemedlemmar.  Låten var även den låt bandet vann sin första Grammy Award för, "Grammy Award For Best Rock Performance Of A Duo Or Group With Vocals".
Låten hade först titeln; "Danny's Got a Gun", men ändrades sedan till den nuvarande titeln. 
Musikvideon var en av de mest filmiska som någonsin visats på MTV. Videon regisserades av David Fincher, som sedan regisserade filmerna Se7en, Alien III och Panic Room. 
Tyler fick lov att ändra texten i låten från "He raped a little, bitty baby" till "He jacked a little, bitty baby", då chefen på hans skivbolag icke ansåg att låten då skulle vara lämplig till att få spelas på radion. Han ville även att Tyler skulle ändra texten "put a bullet in his brain" till "stand out in the pouring rain", men Tyler vägrade ändra strofen.